# Metabolismus tuků
Metabolismus tuků nebo lipidů je proces syntézy a degradace lipidů v buňkách včetně jejich rozpadu a skladování z důvodu tvorby zásoby energie, jako stavební látky či jako rozpouštědlo pro nepolární látky.
Tuky jsou získávány konzumací potravin nebo jsou syntetizovány játry zvířat. Lipogeneze je proces syntézy tuků. Většina lipidů nalezených v lidském těle při požití potravy jsou triglyceridy a cholesterol. Mezi další typy lipidů nalezených v těle patří mastné kyseliny a membránové lipidy. Metabolismus lipidů je často spojován jen s procesem trávení a vstřebávání stráveného tuku; Existují však dva jiné způsoby, jak mohou organismy používat tuky k získání energie: spotřeba dietních tuků a skladovaní tuku. Obratlovci včetně lidí znají obě metody užívání tuku jako zdroje energie pro orgány, např. srdce. Vzhledem k tomu, že lipidy jsou hydrofobní molekuly, je třeba je rozpustit dříve, než začne jejich metabolismus. Metabolismus lipidů často začíná hydrolýzou, ke které dochází pomocí různých enzymů v zažívacím systému. Metabolismus lipidů existuje i v rostlinách, ale je odlišný od metabolismu u živočichů. Druhým krokem po hydrolýze je vstřebávání mastných kyselin do epiteliálních buněk střevní stěny. V epiteliálních buňkách jsou mastné kyseliny baleny a transportovány do zbytku těla.

## Trávení tuků
Trávení je prvním krokem metabolismu lipidů a jde o proces štěpení triglyceridů do malých monoglyceridových jednotek pomocí lipázových enzymů. Trávení tuků začíná v ústech chemickým trávením linguální lipázou. Přijímaný cholesterol se nerozkládá lipázami a zůstává neporušený, dokud nevstoupí do epitelových buněk tenkého střeva. Lipidy pak pokračují do žaludku, kde chemické trávení pokračuje žaludeční lipázou a začíná mechanické trávení (peristaltika). Většina trávení a absorpce lipidů však nastane, jakmile se tuky dostanou do tenkého střeva. Chemické látky ze slinivky břišní (rodina pankreatických lipáz a lipázy závislé na žlučové soli) jsou vylučovány do tenkého střeva, aby pomohly rozpadu triglyceridů, což spolu s dalším mechanickým trávením vede k tomu, že jednotlivé mastné kyseliny jsou schopné se absorbovat do malých střevních epiteliálních buněk. Pankreatická lipáza je zodpovědná za signalizaci hydrolýzy triglyceridů do separovaných volných mastných kyselin a glycerolových jednotek.

## Absorpce lipidů
Druhým krokem metabolismu lipidů je vstřebávání tuků. K absorpci tuků dochází pouze v tenkém střevě. Jakmile jsou triglyceridy rozděleny na jednotlivé mastné kyseliny a glyceroly společně s cholesterolem se nahromadí do struktur nazývaných micely. Mastné kyseliny a monoglyceridy opouštějí micely a difundují přes membránu a vstupují do střevních epiteliálních buněk. V cytosolu epiteliálních buněk se mastné kyseliny a monoglyceridy rekombinují zpět do triglyceridů. V cytosolu epiteliálních buněk jsou triglyceridy a cholesterol zabaleny do větších částic nazývaných chylomikrony, což jsou amfipatické struktury, které dopravují natrávené lipidy. Chylomikrony procházejí krevním řečištěm do tukových a jiných tkání v těle.

## Transport lipidů
Vzhledem k hydrofobní povaze membránových lipidů, triglyceridů a cholesterolu vyžadují k transportu speciální transportní proteiny známé jako lipoproteiny. Amfipatická struktura lipoproteinů umožňuje, aby triglyceroly a cholesterol byly transportovány krví. Chilomikrony jsou jednou podskupinou lipoproteinů, které nesou vylučované tuky z tenkého střeva do zbytku těla. Různé hustoty lipoproteinů jsou charakteristické pro typ transportovaného tuku. Například velmi nízkodenzitní lipoproteiny (VLDL) nesou syntetizované triglyceridy a transportní cholesterolu probíhá s pomocí nízkodenzitních lipoproteinů (LDL) do periferních tkání. Některé z těchto lipoproteinů jsou syntetizovány v játrech.

## Katabolismus lipidů
Jakmile chylomikrony (nebo jiné lipoproteiny) projdou skrz tkáň, budou prošlé částice rozděleny lipoproteinovou lipázou v luminálním povrchu endoteliálních buněk v kapilárách za uvolnění triglyceridů. Triglyceridy se štěpí na mastné kyseliny a glycerol před vstupem do buněk a zbývající hladina cholesterolu bude opět cestovat přes krev do jater.
V cytosolu buňky (např. svalové buňky) bude glycerol převeden na glyceraldehyd 3-fosfát, který je meziproduktem glykolýzy, aby se dále oxidoval a produkoval energii. Hlavní kroky katabolismu mastných kyselin se však vyskytují v mitochondriích. Mastné kyseliny s dlouhým řetězcem (více než 14 uhlíků) je třeba převést na mastný acyl-CoA, aby se dostala přes membránu mitochondrií.
Katabolismus mastných kyselin začíná v cytoplazmě buněk, protože Acyl-CoA syntetáza využívá energii od štěpení ATP k katalyzování přidání koenzymu A na mastnou kyselinu. Výsledný Acyl-CoA prochází membránou mitochondrie a vstupuje do procesu beta oxidace. Hlavní produkty beta-oxidační dráhy jsou Acetyl-CoA (který se používá v cyklu kyseliny citronové k výrobě energie), NADH a FADH. Proces beta oxidace vyžaduje následující enzymy: Acyl CoA dehydrogenázu, Enoyl-CoA hydratázu, 3-hydroxyacyl-CoA dehydrogenázu a 3-ketoacyl-CoA thiolázu.
Diagram vlevo ukazuje, jak se mastné kyseliny převádějí na Acetyl-CoA. Celková čistá reakce za použití palmitoylového CoA (16: 0) jako modelového substrátu je:
7 FAD + 7 NAD + + 7 CoASH + 7 H 2O + H (CH 2 CH 2) 7 CH 2CO-SCoA → 8 CH3 CO-SCoA + 7 FADH 2 + 7 NADH + 7 H +

## Biosyntéza lipidů
Kromě dietních tuků skladovací lipidy uložené v tukových tkáních jsou jedním z hlavních zdrojů energie pro živé organismy. Triakylglyceroly, lipidová membrána a cholesterol mohou být syntetizovány organismy různými cestami.

### Biosyntéza membránových lipidů
Existují dvě hlavní třídy membránových lipidů: glycerofosfolipidy a sfingolipidy. Ačkoli se v našem těle syntetizuje mnoho různých membránových lipidů, cesty sdílejí stejný vzorec. Prvním krokem je syntetizace páteře (sfingosinu nebo glycerolu), druhým krokem je přidání mastných kyselin k páteři, aby se vytvořila kyselina fosfatidová. Kyselina fosfatidová se dále modifikuje přidáním různých hydrofilních skupin hlavy k páteří. Biosyntéza membránových lipidů se vyskytuje v membráně endoplazmatického retikulu.

### Triglyceridová biosyntéza
Kyselina fosfatidová je rovněž prekurzorem biosyntézy triglyceridů. Fosfátová kyselina fosfatáza katalyzuje konverzi kyseliny fosfatidové na diacylglycerid, který se převede na triacylglycerid acyltransferázou. V cytosolu dochází k biosyntéze triglyceridů.

### Biosyntéza mastných kyselin
Prekursorem mastných kyselin je acetylCoA, který se nachází v cytosolu buňky. Celková čistá reakce s použitím palmitátu (16: 0) jako modelového substrátu je:
8 Acetyl-coA + 7 ATP + 14 NADPH + 6H + → palmitát + 14 NADP + + 6H2O + 7ADP + 7P

### Biosyntéza cholesterolu
Cholesterol může být vyroben z acetyl-CoA cestou několika kroků známou jako Isoprenoidová cesta. Cholesterolové látky jsou nezbytné, protože mohou být modifikovány tak, aby vytvářely různé hormony v těle, jako je progesteron. 70% biosyntézy cholesterolu se vyskytuje v cytosolu jaterních buněk.

## Poruchy metabolismu lipidů
Poruchy metabolismu lipidů jsou onemocnění, při kterých dochází k potížím při rozpadu nebo syntéze tuků (nebo tukových látek). Poruchy metabolismu lipidů jsou spojeny se zvýšením koncentrací plazmatických lipidů v krvi, jako jsou LDL cholesterol, VLDL a triglyceridy, které nejčastěji vedou ke kardiovaskulárním chorobám. Většinou jsou tyto poruchy dědičné. Osoby trpící nemocemi jako je Gaucherova choroba (typ I, typ II a typ III), nemoci Neimann-Pick, Tay-Sachsova choroba nebo Fabryho choroba mohou mít poruchu metabolismu lipidů ve svém těle. Vzácnější onemocnění spojená s poruchami metabolismu lipidů jsou sitosterolemie, Wolmanova choroba, Refsumova choroba a cerebrotendinózní xantomatóza.

## Druhy lipidů
Typy lipidů podílejících se na metabolismu lipidů zahrnují:
Membránové lipidy:
- Fosfolipidy: Fosfolipidy jsou hlavní složkou lipidové dvojvrstvy buněčné membrány a nacházejí se v mnoha částech těla.[21]
- Sfingolipidy: Sfingolipidy se většinou vyskytují v buněčné membráně nervové tkáně.[16]
- Glykolipidy: Hlavním úkolem glykolipidů je udržovat stabilitu lipidové dvojvrstvy a usnadňovat rozpoznávání buněk.[21]
- Glycerofosfolipidy: Neurální tkáň (včetně mozku) obsahuje velké množství glycerofosfolipidů.[21]

Jiné typy lipidů jsou:
- Cholesterol: Cholesterol jsou hlavní prekurzory různých hormonů v našem těle, jako jsou progesteron a testosteron. Hlavní funkcí samotného cholesterolu je řízení plynulosti buněčné membrány.[22]
- Steroid – viz také steroidogenesis : Steroidy jsou jednou z důležitých buněčných signalizačních molekul.[22]
- Triacylglyceroly (tuky) – viz též lipolýza a lipogeneze: Triacylglyceridy jsou hlavní formou skladování energie v lidském těle.[1]
- Mastné kyseliny – viz též metabolismus mastných kyselin: Mastné kyseliny jsou jedním z prekurzorů používaných pro biosyntézu lipidových membrán a cholesterolu. Používají se také pro energii.
- Žlučové soli: Žlučové soli jsou sekretovány z jater a usnadňují trávení lipidů v tenkém střevě.[23]
- Eicosanoidy: Eicosanoidy jsou vyrobeny z mastných kyselin v těle a používají se pro buněčnou signalizaci.[24]
- Ketolátky: Ketolátky jsou vyrobeny z mastných kyselin v játrech. Jejich funkcí je produkovat energii během období hladovění nebo nízkého příjmu potravy.[6]